# 33 Gwardyjska Armia Rakietowa
33 Gwardyjska Bierisławsko-Chingańska Armia Rakietowa dwukrotnie odznaczona Orderem Czerwonego Sztandaru oraz Orderem Suworowa (ros. 33-я гвардейская ракетная Бериславско — Хинганская дважды Краснознамённая, ордена Суворова армия) – związek operacyjny Wojsk Rakietowych Przeznaczenia Strategicznego Związku Radzieckiego, następnie – Rosji. Sztab Armii stacjonuje w mieście Omsk, JW 43189.
Dowództwo armii zostało sformowane 8 czerwca 1970 na bazie 7 Samodzielnego Korpusu Rakietowego w Omsku na podstawie dyrektywy Głównodowodzącego Wojsk Rakietowych Przeznaczenia Strategicznego z 23 kwietnia 1970.
W skład armii początkowo weszły dywizje rakietowe posiadające na uzbrojeniu rakiety międzykontynentalne R-9 i R-16.

## Skład
W skład nowo utworzonego związku operacyjnego weszły:
- 35 Dywizja Rakietowa odznaczona Orderami Czerwonego Sztandaru, Kutuzowa oraz Aleksandra Newskiego. Jednostki dywizji początkowo były rozmieszczone na Zakaukaziu z dowództwem w mieście Ordżonikidze. W 1981 roku dywizja została przedyslokowana do m. Borowicha, faktycznie jest to miasto zamknięte ZATO Sibirskij w Kraju Ałtajskim – JW 52929.
- 36 Gwardyjska Wiedeńska Dywizja Rakietowa odznaczona Orderem Czerwonego Sztandaru. Jednostki dywizji rozmieszczone są w m. Gładkoj w Kraju Krasnojarskim, inaczej znane jako Krasnojarsk-66, faktycznie jest to miasto zamknięte ZATO Kiedrowyj – JW 34139.
- 39 Gwardyjska Głuchowska Dywizja Rakietowa odznaczona Orderami Lenina, Czerwonego Sztandaru, Suworowa, Kutuzowa oraz Bohdana Chmielnickiego. Jednostki dywizji rozmieszczone są w m. Paszino, inaczej Nowosybirsk-95 w pobliżu Nowosybirska – JW 34148.
- 41 Gwardyjska Lwowsko-Berlińska Dywizja Rakietowa odznaczona Orderami Kutuzowa oraz Bohdana Chmielnickiego. Jednostki dywizji rozmieszczone są w m. Alejsk-4 w Kraju Ałtajskim – JW 34159.
- 57 Dywizja Rakietowa. Sformowana została w m. Żangiz-Tobe, inaczej znane jako Gieorgijewka-4, faktycznie było to miasto zamknięte ZATO Sołniecznyj w obwodzie semipałatyńskim w Kazachstanie – JW 36678. Dywizję wyprowadzono z Kazachstanu na początku lat 90. i rozformowano.
- 62 Dywizja Rakietowa odznaczona Orderem Czerwonego Sztandaru. Jednostki dywizji rozmieszczone są w m. Użur-4 (Sołniecznyj) w Kraju Krasnojarskim – JW 32441.

W początkowym okresie związki taktyczne 33 Armii Rakietowej dysponowały rakietami typu R-9A (kod NATO: SS-8 Sasin) oraz R-16 (kod NATO: SS-7 Saddler).
W 1979 na uzbrojenie armii zaczęto wprowadzać rakiety RSD-10 Pionier (kod NATO: SS-20 Saber).
W 1989 jednostki wyposażono w rakiety typu RS-22 (kod NATO: SS-24 Scalpel).
Od 1995 roku podstawowym uzbrojeniem armii omskiej są rakiety typu Topol-M" (kod NATO: Stalin).

## Dowódcy 33 Armii Rakietowej
- 27 czerwca 1970 – 12 czerwca 1977 – gen. por. Aleksandr Chołopow
- 12 czerwca 1977 – 21 kwietnia 1980 –  gen. mjr (od 14 lutego 1978 – gen. por.) Wiktor Jegorow
- 21 kwietnia 1980 – 12 czerwca 1984 – gen. por. Stanisław Koczemasow
- 12 czerwca 1984 – 6 stycznia 1989 – gen. por. Jurij Płotnikow
- 6 stycznia 1989 – 20 maja 1993 – gen. mjr (od 18 lutego 1990 – gen. por.) Witalij Moroz
- 20 maja 1993 – 14 sierpnia 1995 – gen. mjr (od 23 sierpnia 1993 – gen. por.) Aleksiej Kasjanow
- 14 sierpnia 1995 – 14 maja 2002 – gen. mjr (od 6 maja 1996 – gen. por.) – Aleksandr Konariow
- 14 maja 2002 - 16 czerwca 2006 - gen. mjr (od 10 czerwca 2003 – gen. por.) Andriej Szwajczenko
- od 16 czerwca 2006 r. - gen. por. Giennadij Priwałow